# Livang
Livang o (Liwang) è un centro abitato e municipalità del Nepal capoluogo del distretto di Rolpa, nella provincia di Lumbini.
Fino alla riforma amministrativa del 2015 (attuata nel 2017) era un comitato per lo sviluppo dei villaggi (VDC). 
La città si trova in una zona collinare delle Mahabharat Lekh a circa 1.520 m s.l.m.